# Каніє

Каніє́ (яп. 蟹江町, かにえちょう, МФА: [kaɲi.e t͡ɕoː]?) — містечко в Японії, в повіті Ама префектури Айті. Розташоване в північно-західній частині префектури, на півдні Міно-Оварійської рівнини. Отримало статус містечка 1889 року. Площа становить 11,10 км². Станом на 1 серпня 2011 року населення складало 36 557  осіб, густота населення — 3290 осіб/км².   